# Cilindro vascular
En Botánica, el cilindro vascular es la porción más interna del tallo y raíz, la cual comprende todo lo que se encuentra por dentro de la endodermis, es decir, el sistema vascular (xilema y floema) y el parénquima asociado. Está delimitado por un tejido llamado periciclo, uni a pluriestratificado (en gimnospermas y algunas angiospermas, entre ellas algunas gramíneas), el cual puede faltar en las plantas acuáticas y las plantas parásitas. Sus células son parenquimáticas, de paredes delgadas, alargadas, rectangulares en sección longitudinal. Puede contener laticíferos y conductos secretores. A veces queda interrumpido por la diferenciación de elementos del xilema y floema. En las espermatófitas el periciclo tiene actividad meristemática, ya que origina parte del cámbium, el felógeno y las raíces laterales. A menudo se esclerifica en raíces viejas de monocotiledóneas sin crecimiento secundario.
Con respecto al sistema vascular, el floema forma cordones por debajo del periciclo y tiene diferenciación centrípeta, el protofloema está en la periferia. En las angiospermas está formado por tubos cribosos y células acompañantes; mientras que en las gimnospermas está formado por células cribosas, raramente hay fibras. El xilema está dispuesto en cordones que alternan con los de floema. El protoxilema es exarco, o sea que el desarrollo es centrípeto. El metaxilema puede tener vasos y traqueidas; a veces no ocupa el centro del cilindro; cuando lo hace, los elementos de mayor diámetro están en el centro. En ese caso, el cilindro vascular se describe como actinostela como sucede por ejemplo en Clintonia, o protostela. Según el número de "polos" (cordones) de protoxilema se reconocen diferentes tipos de raíz. Con un polo se denomina monarca (Trapa natans, una planta acuática); con dos, diarca (en las pteridófitas y dicotiledóneas tales como Daucus, Solanum, Linum); con tres, triarca (Pisum); con cuatro, tetrarca (Vicia, Ranunculus); con cinco, pentarca, y poliarca con varios polos. Las raíces de las gimnospermas son diarcas o poliarcas.
Los cordones xilemáticos están intercomunicados por anastomosis laterales en la mayoría de las plantas. El parénquima está asociado a las células conductoras. Puede haber conductos resiníferos en floema primario, polos de protoxilema y en el centro de la raíz puede haber un canal central. En raíces viejas sin crecimiento secundario puede lignificarse.